# Оргия мёртвых
«Оргия мёртвых» (англ. Orgy of the Dead) — американский кинофильм 1965 года, снятый Стефаном С. Апостолофым (англ.) под псевдонимом A. C. Stephens по сценарию Эда Вуда. Фильм является комбинацией хоррора и эротики, и в чём-то переходным для Вуда, который начинал как сценарист хоррор-фильмов, а позднее стал писать сценарии к порнографии. Вуд также написал литературный роман под этим же названием.

## Сюжет
Сцена пролога фильма на кладбище является воссозданием начальной сцены из снятого в 1958 году, но на тот момент неизданного фильма Эда Вуда «Ночь упырей». Крисвелл повторяет свою роль из раннего фильма[неопределённость]. Действия начинаются когда молодая пара, Боб (Уильям Бейтс) и Ширли (Пэт Беррингтон, в титрах упоминается как Пэт Берринджер) переживает автомобильную катастрофу и оказываются привязанными к столбам на туманном кладбище, где они вынуждены смотреть на танцы мёртвых духов для Императора Ночи (Крисвелл). 10 сцен стриптиза полуобнаженными танцовщицами, раздевающимися прямо на могилах на разные мотивы, составляют большую часть этого фильма. Человек-волк (в обычной маске) и Мумия участвуют в комической сцене. Беррингтон также играет роль Золотой Девушки (вдохновленной Ширли Итон из Голдфингера) пока персонаж Ширли смотрит её выступление. Роль супруги-зомби Крисвелла, сексуальной Чёрной Вампирши, была написана для Майлы Нурми (известной как Вампира), но была сыграна Фавной Силвер, которой пришлось надеть пышный чёрный парик.
Вуд был сценаристом, директором, агентом по подбору актеров и даже суфлером в этом низкобюджетном фильме, но не был режиссёром. Статья о процессе создания этого фильма была опубликована в журнале Femme Fatales, 7:1 (июнь 1998 года).